# Hans Stacey
Pour les articles homonymes, voir Stacey.
Hans Stacey, né le 9 mars 1958, est un  pilote de rallyes néerlandais.

## Biographie
En rallyes du championnat mondial il a obtenu une victoire de classe au RAC Rally en 1998, et une seconde place en Groupe N en 1995 en Catalogne. Sur le continent européen il comptabilise une cinquantaine de succès en groupe N et A, et une 2e place au rallye d'Algarve en 1993 au Portugal.
Ce pilote a concouru dans la catégorie camions du Paris-Dakar (et sa course de remplacement en 2008) de 2004 à 2008, les deux premières années comme copilote de son oncle Jan de Rooy, puis comme pilote à part entière du Exact-MAN team.

## Palmarès
- Quadruple champion des Pays-Bas des Rallyes automobiles: 1991 et 1992, sur Mitsubishi Galant VR 4 (en championnat National), puis 1997 sur Ford Escort RS Cosworth et 2001 sur Subaru Impreza WRC (en championnat D1 open, l'Internationaal Nederlands Rallykampioenschap);
- Rallye Paris-Dakar : 2007 (Trucks, remportant 5 étapes et terminant avec plus de 3 heures d'avance sur son second, le russe Ilgizar Mardeyev);
- Rallye d'Europe centrale : 2008 (Trucks, remportant 6 des 7 étapes);
  - 2e du rallye Paris-Dakar en 2006.

## Victoires dans le championnat néerlandais
- 2001: Rallye des Tulipes d'or (Golden Tulip Rally de  Hellendoorn, sur Subaru Impreza S4 WRC; copilote Eddy Chevaillier) (+ERC);
- 2001: Rallye Conrad Euregio (copilote Daniël Sonck);
- 2001: Rallye International Van Staveren Zuiderzee (copilote Harmen Scholtalbers).